# Бердичи (Брестская область)
Берди́чи (бел. Бярдычы) — деревня в Брестском районе Брестской области Белоруссии. Входит в состав Чернинского сельсовета. Расположена в полутора километрах к северо-западу от центра сельсовета — деревни Черни, и в 12,5 км по автодорогам к северо-востоку от центра Бреста.

## История
Известна с XVI столетия как село в Берестейском повете Берестейского воеводства ВКЛ. В 1566 году — в Збироговском войтовстве Берестейского староства. 13 жителей имели 15 волок земли. Крестьяне платили чинш — 31 грош с одной волоки, а также натуральный оброк.
После третьего раздела Речи Посполитой (1795) в составе Российской империи, с 1801 года — в Гродненской губернии.
В XIX веке деревня Бердичи относилась к Косичской волости Брестского уезда Гродненской губернии Российской империи (3 полицейский округ), площадь земель деревни тогда была 587 десятин. В 1818 году — в составе имения Тюхиничи, 68 мужчин, 82 женщины. По переписи 1897 года — 42 двора. В 1905 году — деревня с 298 жителями и имение с 12 жителями.
После Рижского мирного договора 1921 года — в составе гмины Косичи Брестского повята Полесского воеводства Польши, 20 дворов.
С ноября 1939 года в составе Белорусской ССР (СССР), с декабря 1939 года в составе вновь образованной Брестской области, а c 15 января 1940 года в составе вновь образованного Брестского района. В 1941 году — 58 дворов.
Во время Великой Отечественной войны треть деревни была уничтожена.
2 июля 2009 года площадь земель, относящихся к деревне, была увеличена на 2 га.